# Los Angeles (lớp tàu ngầm)
 Lớp tàu ngầm Los Angeles , đôi khi còn được gọi là  lớp LA hoặc  lớp 688, 
là một lớp tàu ngầm tấn công nhanh sử dụng năng lượng hạt nhân là lực lượng nòng cốt của đội
tàu ngầm của Hải quân Hoa Kỳ. Với 42 tàu ngầm thuộc lớp này đang hoạt động và 20 tàu đã nghỉ hưu, lớp Los Angeles có nhiều tàu ngầm hạt nhân hơn hẳn bất kì lớp tàu ngầm nào khác trên thế giới. Lớp Los Angels có lớp trước là   Sturgeon và lớp sau là   Seawolf. Ngoại trừ USS Hyman G. Rickover (SSN-709), tất cả tàu ngầm lớp này đều được đặt theo tên các thành phố và một vài
thị trấn của Hoa Kỳ (vd. Key West, Florida và Greeneville, Tennessee).
Trong tổng cộng 42 chiếc, 23 tàu sau này của lớp Los Angeles được thiết kế sao cho vận hành ít tiếng động hơn so với các tàu trước đó, và mang nhiều vũ khí và thiết bị do thám tối tân hơn. Những tàu này cũng được thiết kế để có thể hoạt động bên dưới băng tuyết vùng cực.

## Đặc điểm

### Khả năng
Theo Bộ quốc phòng Mỹ, tốc độ tối đa của tàu ngầm lớp Los Angeles là trên 25 knots (29 dặm/h. or 46 km/h), mặc dù vận tốc tối đa thật sự vẫn được giữ bí mật. Một số đánh giá khác trong sách báo là 30 đến 33 knots cho tốc độ tối đa. Trong cuốn sách Submarine: A Guided Tour Inside a Nuclear Warship, Tom Clancy đánh giá tốc độ tối đa của tàu ngầm lớp Los Angeles là khoảng 37 knot.
Hải quân Hoa Kỳ đưa ra độ sâu tối đa của tàu ngầm lớp Los Angeles là khoảng 1.490 foot (450 m), trong khi Patrick Tyler, trong cuốn Running Critical của ông, cho rằng độ sâu hoạt động của tàu ngầm lớp này tối đa là 950 foot (290 m).  Mặc dù Tyler trích dẫn thiết kế của lớp 688- cho thông số này, chính phủ Hoa Kỳ không bình luận gì cả. Tàu có thể lặn sâu tối đa 1.475 foot (450 m) theo Jane's Fighting Ships, 2004-2005 Edition, edited by Commodore Stephen Saunders of Royal Navy.

## Tàu

### VLS
| Số hiệu | Tên                | Huy hiệu | Hạ thủy              | Nhập biên chế        | Cảng nhà                |
| ------- | ------------------ | -------- | -------------------- | -------------------- | ----------------------- |
| 719     | Providence         |          | 4 tháng 8 năm 1984   | 27 tháng 7 năm 1985  | Groton, Connecticut     |
| 720     | Pittsburgh         |          | 8 tháng 12 năm 1984  | 23 tháng 11 năm 1985 | Groton, Connecticut     |
| 721     | Chicago            |          | 13 tháng 10 năm 1984 | 27 tháng 9 năm 1986  | Hải cảng Apra, Guam     |
| 722     | Key West           |          | 20 tháng 7 năm 1985  | 12 tháng 9 năm 1987  | Căm cứ Hải quân Norfolk |
| 723     | Thành phố Oklahoma |          | 2 tháng 11 năm 1985  | 9 tháng 7 năm 1988   | Hải cảng Apra, Guam     |
| 724     | Louisville         |          | 14 tháng 12 năm 1985 | 8 tháng 11 năm 1986  | Trân Châu Cảng          |
| 725     | Helena             |          | 28 tháng 6 năm 1986  | 11 tháng 7 năm 1987  | Norfolk, Virginia       |
| 750     | Newport News       |          | 15 tháng 3 năm 1986  | 3 tháng 6 năm 1989   | Norfolk, Virginia       |